# Паладий от Рациария
Паладий от Рациария (на латински: Palladius [episcopus] Ratiarensis; 315 – ?) е древноримски духовник от ІV век.

## Биография
Той е ариански християнски богослов и епископ в град Рациария (днес село Арчар, Северна България) на Дунав, столицата на римската провинция Крайбрежна Дакия (Dacia ripensis).
Участва в църковния събор в Аквилея през 381 г.